# 황덕연
황덕연(1990년 6월 29일~)은 대한민국의 축구 해설가이다. 현재 쿠팡플레이에서 축구 해설 위원을 맡고 있다.

## 학력
- 우석고등학교
- 전북대학교 인문대학 영어영문학 학사[3]

## 활동
전북 현대 모터스에서 모집한 명예 기자 해설자 파트에 합격하여 처음 해설 경력을 시작하였다. 그후 SPOTV에 지원하여 합격해 지금까지 해오고 있다.

2020년 봄 이스타TV 제3의 멤버로 합류하였다.

2020년 하계 올림픽까지 대한민국 U-23 축구 국가대표팀의 키트 매니저로 활동하였다.

2021년 전북 현대 모터스 공식 유튜브의 프리뷰쇼를 진행하고 있다.

2022년 11월에는 KBS와 이스타TV의 협업으로 임형철과 함께 2022년 FIFA 월드컵 KBS축구 해설가로 발탁됐다

2023년 7월 21일 쿠팡플레이 축구 해설가로 합류하였다.